# Madagaskarská kuchyně

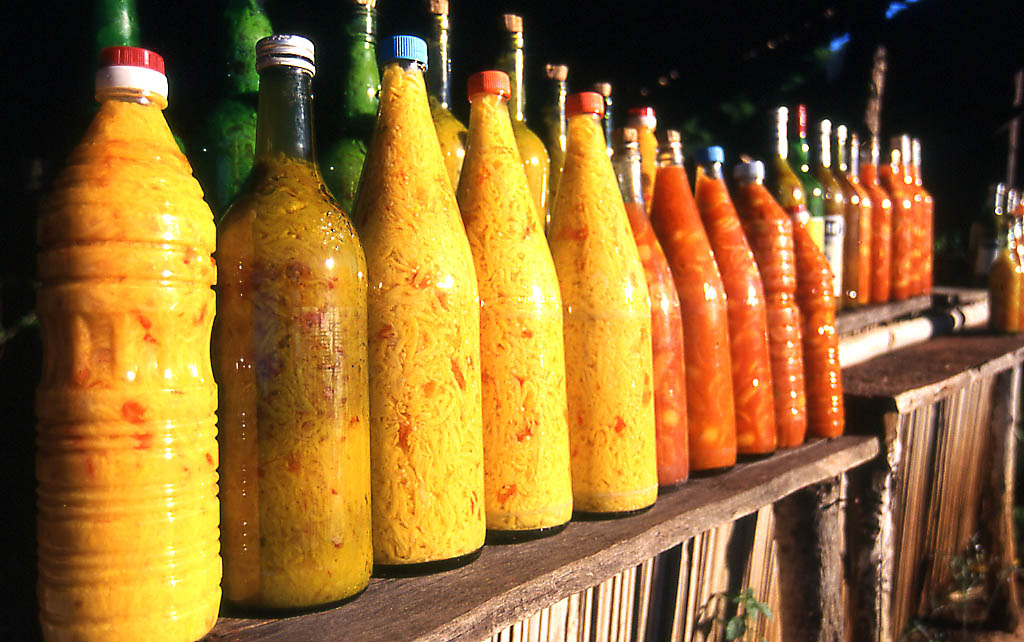
Achard, ovocná zavařenina (na obrázku je mangová a citronová)

Madagaskarská kuchyně (malgašská kuchyně) je tradiční kuchyní ostrova Madagaskar, vychází z kuchyních původních etnických skupin, ale byla ovlivněna též francouzskou, čínskou nebo kreolskou kuchyní. 
Základní potravinou je rýže, často se připravují různé jednoduché rýžové pokrmy (například se zeleninou), které se nazývají laoka. Na jihu Madagaskaru se také více používají batáty (sladké brambory) nebo maniok. Na severu se zase často používá kokos.

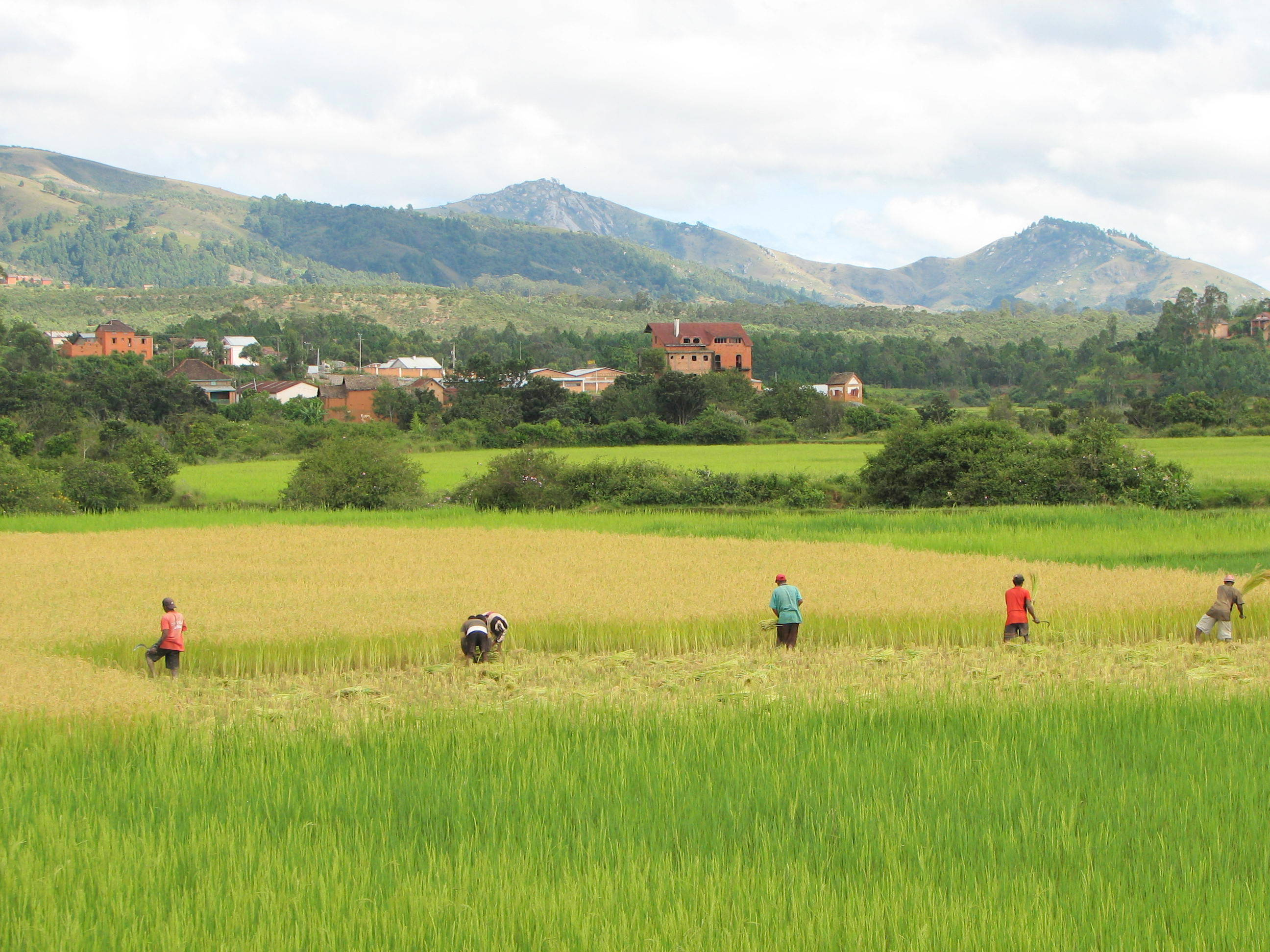
Madagaskarské rýžové pole

## Příklady madagaskarských pokrmů
- Laoka, již zmiňované rýžové pokrmy
- Masikita, druh špízu
- Ravitoto, listy manioku, vařené s vepřovým masem a olejem
- Hena ritra, dušené maso s bylinkami
- Kitoza, maso nakrájené na dlouhé proužky a poté sušené
- Romazava, pokrm z hovězího masa a listové zeleniny
- Achard, zavařené ovoce[1]

## Příklady madagaskarských nápojů
- Ranovola, rýžový nápoj
- Toaka gasy, místní rum z cukrové třtiny
- Trembo, palmové víno